# Mars Odyssey
A Mars Odyssey (vagy 2001 Mars Odyssey, Arthur C. Clarke 2001: Űrodüsszeia regénye után) űrszonda, melyet a NASA küldött a Marshoz 2001-ben. A Mars Odyssey űrszondát a NASA Jet Propulsion Laboratoryjában fejlesztették ki, a kivitelezésére a Lockheed Martin vállalat kapott megbízást.

## Küldetés
A Mars Odyssey 2001. április 7-én indult a floridai Cape Canaveral légibázisának 17A jelzésű indítóállványáról.
2001. október 24-én érte el a Marsot. 2002. január 30-án állt végleges poláris pályára összetett levegőfékezéssel. A tudományos megfigyelések 2002. február 18-án kezdődtek. A küldetés első három évében az űrszonda tudományos megfigyeléseket végzett, azóta kommunikációs közvetítőként működik a későbbi (főleg a 2003-ban indult Mars Exploration Rovers) leszállóegységek és a Föld között. Az űrszonda egyik legnagyobb felfedezését 2002. május 28-án tette, hiszen nagy mennyiségű hidrogént talált a vörös bolygón.
2010. december 16-án megdöntötte elődje, a Mars Global Surveyor rekordját, így jelenleg a Mars Odyssey a leghosszabb ideig a Marsot kutató szonda, amely a tervek szerint a Mars Science Laboratory 2012-ben esedékes landolását is segíti majd.

## Műszerek
- THEMIS (Thermal Emission Imaging System) – hősugárzásmérő. Feladata infravörös és optikai tartományban felvételek készítése a Mars felszínéről. Célja a marsfelszín hőmérsékleti tulajdonságainak és a különböző ásványok összetételének vizsgálata. Nagy segítséget jelentett a felszíni képződmények elemzésében és a felszín alatti magasabb hőmérsékletű területek vizsgálatában is. A THEMIS rendszert a Santa Barbara Remote Sensing (Raytheon) építette és az Arizona Állami Egyetemről irányítják. (THEMIS honlap)
- HEND (High Energy Neutron Detector) – neutrondetektor
- GRS (Gamma Ray Spectrometer) – gamma spektrométer (GRS honlap Archiválva 2019. május 5-i dátummal a Wayback Machine-ben)
- MARIE (Mars Radiation Environment Experiment) – sugárzásmérő (MARIE honlap)

## Külső hivatkozások

### Magyar oldalak
- Mars Odyssey
- 2001 Űrodüsszeia – a Marshoz (2001. április 6.)

### Külföldi oldalak
- 2001 Mars Odyssey – a küldetés hivatalos honlapja

### Kapcsolódó anyagok
- Az Arizonai Állami Egyetem és a Google együttműködésének eredményeként, a THEMIS csapat programozóinak segítségével és nagy mennyiségű THEMIS adat felhasználásával jött létre a Google Mars weboldal. A készítésekor aktuális, jó minőségű THEMIS infravörös adat kb. 300 m/pixeles felbontásban tekinthető meg az "Infrared" gombra kattintva.
- 2006-ban jelent meg a THEMIS infravörös/vizuális fényképezőgép által, a Valles Marineris kanyonról készített mozaikja. MOLA adatok segítségével 3D-s modell is készült a területről, amelynek videója itt látható.
- További THEMIS mozaik képek itt találhatóak.
- A THEMIS által készített képek archivuma itt található (kereshető formában). Az adatbázist 3 hónaponként frissítik a legfrissebb képekkel.